# Juròdids
Els juròdids (Jurodidae) són una família de coleòpters arcostemats que fou originalment descrita a partir de dues espècies fòssils, però el 1996 es va trobar una espècie vivent a l'est rus, descrita com Sikhotealinia zhiltzovae, que es l'únic representant viu de la família, per tant, és considerat un fòssil vivent. Des d'aleshores, aquest escarabat, conegut només per un espècimen, ha estat objecte de recerca, ja que sembla que posseeix tres ocel·les al seu cap, una condició desconeguda a tot l'ordre dels coleòpters. Si això fos cert, és possible que aquesta espècie representi la més antiga de tots els escarabats vivents. No obstant això, altres autoritats han suggerit que aquest escarabat ni tan sols pertany als Archostemata. Res d'això és demostrable fins que no es trobin més espècimens que permetin anàlisis genètiques.